# Neugrub
Neugrub (fränkisch ebenfalls Neugrub) ist ein Gemeindeteil des Marktes Geiselwind im unterfränkischen Landkreis Kitzingen. Neugrub liegt in der Gemarkung Burggrub.

## Geografische Lage
Der Weiler liegt am Wachberg (424 m ü. NHN), einer Erhebung des Steigerwaldes. Im Ort steht östlich des Weihers eine Linde, die als Naturdenkmal ausgezeichnet ist. Eine Gemeindeverbindungsstraße führt zur Kreisstraße KT 47 (0,6 km nördlich) bzw. nach Burggrub zur Kreisstraße KT 49 (1 km östlich).

## Geschichte
Der Ortsname verweist, ähnlich wie bei Burggrub, auf die natürlichen Begebenheiten in der Umgebung des Dorfes. Das Grundwort -grub entstammt dem mittelhochdeutschen Wort gruobe, das Grube oder Steinbruch bedeutet. Wahrscheinlich lag der alte Ort Burggrub in einer Geländemulde. Der Name wurde für die Ausbausiedlung übernommen. Neugrub wäre danach die neue Siedlung bei der Geländegrube oder beim Steinbruch. Der Ort Neugrub ist eine Neugründung des 17. Jahrhunderts. Siedler, wahrscheinlich aus Altengrub, besiedelten den Ort. 1618 wurde Neugrub als Besitz des Hans Sigmund von Crailsheim erstmals urkundlich erwähnt.
Mit dem Gemeindeedikt (frühes 19. Jahrhundert) wurde Neugrub dem Steuerdistrikt Füttersee zugeordnet. Mit dem Zweiten Gemeindeedikt (1818) wurde Neugrub der Ruralgemeinde Ilmenau zugewiesen. Am 20. Februar 1823 erfolgte die Umgemeindung nach Wasserberndorf. Im Zuge der Gebietsreform in Bayern wurde Neugrub am 1. Januar 1972 nach Geiselwind eingegliedert.

### Einwohnerentwicklung
| Jahr      | 001819 | 001836 | 001840 | 001861 | 001871 | 001885 | 001900 | 001925 | 001950 | 001961 | 001970 | 001987 | 002025 |
| Einwohner | 39     | 42     | 51     | 46     | 56     | 46     | 50     | 39     | 55     | 34     | 35     | 29     | 45     |
| Häuser    |        | 9      | 9      |        |        | 8      | 8      | 8      | 6      | 7      |        | 8      |        |
| Quelle    | [ 7 ]  | [ 12 ] | [ 13 ] | [ 14 ] | [ 15 ] | [ 16 ] | [ 17 ] | [ 18 ] | [ 19 ] | [ 20 ] | [ 21 ] | [ 22 ] | [ 1 ]  |

## Bildung
Neugrub liegt heute im Sprengel der Drei-Franken-Grundschule im Hauptort Geiselwind. Ab der 5. Klasse besuchen die Kinder die Nikolaus-Fey-Mittelschule in Wiesentheid. Weiterführende Schulen können mit der Mädchenrealschule in Volkach, der Realschule in Ebrach und mit der Realschule in Dettelbach besucht werden. Gymnasien gibt es in Münsterschwarzach (Egbert-Gymnasium), Volkach-Gaibach (Franken-Landschulheim Schloss Gaibach), Wiesentheid (Steigerwald-Landschulheim) und Kitzingen (Armin-Knab-Gymnasium). Bereits in Mittelfranken liegt das Gymnasium Scheinfeld.

## Religion
Neugrub ist evangelisch-lutherisch geprägt und bis heute nach St. Laurentius (Füttersee) gepfarrt.